# Кармен-де-Патагонес
Ка́рмен-де-Патаго́нес (исп. Carmen de Patagones) — город в Аргентине, в провинции Буэнос-Айрес. Самый южный город провинции, расположен на реке Рио-Негро, вблизи её впадения в Атлантический океан. Город является центром муниципалитета (партидо), административной единицы уровня ниже провинции. По данным переписи 2010 года в городе проживает 21 тыс. жителей.
Город расположен в 937 км южнее Буэнос-Айреса, на северном берегу Рио-Негро. По реке проходит граница провинций, и на южном берегу реки расположен город Вьедма, административный центр провинции Рио-Негро. Оба города соединены мостом через реку, по которому проходит Национальное шоссе-3 (Ruta Nacional 3), идущее параллельно берегу океана и соединяющее Буэнос-Айрес с Огненной Землёй.

## История
Город был основан 22 апреля 1779 года испанским первопроходцем Франсиско де Вьедмой, возглавившим экспедицию по колонизации побережья Патагонии. Вьедма дал городу пространное имя Fuerte del Carmen y Fuerte del Río Negro. Впоследствии за ним закрепилось название Кармен-де-Патагонес. Это — один из немногих городов колониального периода южнее Буэнос-Айреса. На противоположном берегу реки был основан форт Нуэстра-Сеньора-дель-Кармен (исп. Nuestra Señora del Carmen). Первоначально город и форт составляли единое целое; город назывался Мерседес-де-Патагонес (исп. Mercedes de Patagones). Форт же получил название Нуэстра-Сеньора-дель-Кармен (исп. Nuestra Señora del Carmen).
В XIX веке форт использовался как тюрьма для роялистов, выступавших за сохранение испанского владычества в Южной Америке.
Во время аргентино-бразильской войны, в Кармен-де-Патагонес была устроена военно-морская база, так как морские ворота Аргентины, эстуарий реки Ла-Плата, был блокирован кораблями бразильского флота. Бразильские войска попытались также взять Кармен-де-Патагонес, но нападение было 7 марта 1827 года отражено гражданским населением. Этот день до сих пор празднуется в городе.
В 1878 году форт, получивший название Вьедма, стал административным центром Аргентинской Патагонии.
В Кармен-де-Патагонес сохранились здания колониальной эпохи.